# Paul Wertico
Paul Wertico (* 5. Januar 1953 in Chicago) ist ein US-amerikanischer Jazzschlagzeuger.

## Leben und Wirken
Paul Wertico begann im Alter von zwölf Jahren mit dem Schlagzeugspiel, das er im Wesentlichen autodidaktisch erlernte, und spielte in der Illinois High School Band, was ihm ein Stipendium einbrachte. Nach seiner Schulzeit wurde er vielbeschäftigtes Mitglied der Chicagoer Musikszene, arbeitete in Bigbands, Rockgruppen, mit Folksängern (Terry Callier) und auch in Jazzformationen der freien Improvisation, wie Earwax Control (die er mit dem Multiinstrumentalisten Jeff Czech und dem Keyboarder Gordon James gründete) und Spontaneous Composition Trio, in dem er ebenfalls einer  der Gründer war neben Rich Corpolongo und Bassist Doug Lofstrom. Außerdem begleitete er Larry Coryell, Bunky Green und Jack Bruce. Bekannt wurde er als Mitglied der Pat Metheny Group, der er von 1983 bis 2001 angehörte und in der er Danny Gottlieb ersetzte. In dieser Zeit wirkte an Metheny-Alben wie First Circle oder We Live Here 1994 mit. In den Folgejahren arbeitete Wertico vorwiegend in Illinois rund um Chicago und leitete eine eigene Fusion-Formation, das Paul Wertico Trio mit Gitarrist John Moulder und Bassist Eric Hochberg. Außerdem arbeitete er mit Kurt Elling, Jerry Goodman, Paul Winter und mit dem Pianisten Laurence Hobgood  sowie dem Bassisten Brian Torff im Union Trio zusammen. 1993 nahm er sein erstes Album unter eigenem Namen auf (The Yin and the Yout). Nach seiner Zeit bei Metheny spielte er auch im Trio mit Larry Coryell. Von 2000 bis 2007 war er Mitglied der osteuropäischen Progressive-Rock-Band SBB. Dann trat er mit eigenen Band und als Paul Wertico / John Helliwell Project gemeinsam mit dem ehemaligen Supertramp-Saxophonisten John Helliwell und den Italienern Raimondo Meli Lupi an der Gitarre und Gianmarco Scaglia am Bass auf.
Wertico wirkte weiterhin an Aufnahmen von Derek Bailey (The Sign of Four, 1996), Rich Corpolongo (1995) und Niels Lan Doky (1999) mit.
Im Jahr 2004 wurde Wertico als einer der Chicagoer des Jahres von der Zeitung Chicago Tribune geehrt. Er gewann 1984 bis 1998 mit der Pat Metheny Group insgesamt sieben Grammy Awards im Jazz- und Rock-Bereich. Als seinen wichtigsten Einfluss bezeichnet er den Schlagzeuger Roy Haynes.
Wertico unterrichtete als Head of Jazz Studies am Chicago College of Performing Arts an der Roosevelt University und in der Abteilung Percussion der School of Music an der Northwestern University.